# Steven Caulker
Steven Caulker, né le 29 décembre 1991 à Feltham, est un footballeur international sierraléonais qui évolue au poste de défenseur à Ankara Keçiörengücü.

## Biographie

### En club
Le 31 juillet 2013, il rejoint Cardiff City. Il ne dispute qu'une saison avec le club gallois durant laquelle il prend part à trente-neuf matchs (cinq buts).
Le 22 juillet 2014, Caulker signe un contrat de quatre ans avec les Queens Park Rangers.
Le 29 juillet 2015, il est prêté pour une saison à Southampton. Le 6 août 2015, il fait ses débuts avec les Saints lors d'un match contre le Vitesse Arnhem (victoire 2-0) en Ligue Europa. Le 12 janvier 2016, son prêt est annulé, et il est immédiatement prêté à Liverpool.
Le 28 décembre 2017, QPR annonce que le contrat qui le lie à Caulker est résilié à l'amiable avec effet immédiat.
Le 8 février 2018, Caulker s'engage pour un an et demi avec le Dundee FC. Il est cependant libéré par le club écossais en août 2018.
Le 15 janvier 2019, il rejoint Alanyaspor.
Le 30 juin 2021, il rejoint Fenerbahçe.

### En sélection
Le 2 juillet 2012, Caulker fait partie des dix-huit joueurs sélectionnés par Stuart Pearce pour disputer les Jeux olympiques de Londres avec la Grande-Bretagne.
Le 14 novembre 2012, il honore sa première et unique sélection en A en étant titularisé lors du match amical en Suède. Il se distingue en marquant le second but des Anglais qui s'inclinent (4-2).
Le 11 janvier 2022, il honore sa première sélection avec la Sierra Leone face à l'Algérie à l'occasion de la Coupe d'Afrique des Nations.

## Statistiques
| Saison                | Club                  | Championnat           | Championnat | Championnat | Coupe(s) nationale(s) | Coupe(s) nationale(s) | Compétition(s) continentale(s) | Compétition(s) continentale(s) | Compétition(s) continentale(s) | Angleterre | Angleterre | Total | Total |
| Saison                | Club                  | Division              | M.          | B.          | M.                    | B.                    | Comp.                          | M.                             | B.                             | M.         | B.         | M.    | B.    |
| 2010-2011             | Tottenham Hotspur     | Premier League        | -           | -           | 1                     | 0                     | -                              | -                              | -                              | -          | -          | 1     | 0     |
| 2012-2013             | Tottenham Hotspur     | Premier League        | 18          | 2           | 4                     | 0                     | C3                             | 6                              | 0                              | 1          | 1          | 29    | 3     |
| Sous-total            | Sous-total            | Sous-total            | 18          | 2           | 5                     | 0                     | -                              | 6                              | 0                              | 1          | 1          | 30    | 3     |
| 2009-2010             | Yeovil Town (prêt)    | League One            | 44          | 0           | 2                     | 0                     | -                              | -                              | -                              | -          | -          | 46    | 0     |
| 2010-2011             | Bristol City (prêt)   | Championship          | 29          | 2           | 1                     | 0                     | -                              | -                              | -                              | -          | -          | 30    | 2     |
| 2011-2012             | Swansea City (prêt)   | Premier League        | 26          | 0           | -                     | -                     | -                              | -                              | -                              | -          | -          | 26    | 0     |
| Sous-total            | Sous-total            | Sous-total            | 99          | 2           | 3                     | 0                     | -                              | -                              | -                              | -          | -          | 102   | 2     |
| 2013-2014             | Cardiff City          | Premier League        | 38          | 5           | 1                     | 0                     | -                              | -                              | -                              | -          | -          | 39    | 5     |
| Sous-total            | Sous-total            | Sous-total            | 38          | 5           | 1                     | 0                     | -                              | -                              | -                              | -          | -          | 39    | 5     |
| 2014-2015             | Queens Park Rangers   | Premier League        | 35          | 1           | 1                     | 0                     | -                              | -                              | -                              | -          | -          | 36    | 1     |
| 2016-2017             | Queens Park Rangers   | Championship          | 13          | 2           | 1                     | 0                     | -                              | -                              | -                              | -          | -          | 14    | 2     |
| 2017-2018             | Queens Park Rangers   | Championship          | 2           | 0           | 2                     | 0                     | -                              | -                              | -                              | -          | -          | 4     | 0     |
| Sous-total            | Sous-total            | Sous-total            | 50          | 3           | 4                     | 0                     | -                              | -                              | -                              | -          | -          | 54    | 3     |
| 2015-2016             | Southampton FC (prêt) | Premier League        | 3           | 0           | 2                     | 0                     | C3                             | 3                              | 0                              | -          | -          | 8     | 0     |
| 2015-2016             | Liverpool FC (prêt)   | Premier League        | 3           | 0           | 1                     | 0                     | -                              | -                              | -                              | -          | -          | 4     | 0     |
| Sous-total            | Sous-total            | Sous-total            | 6           | 0           | 3                     | 0                     | -                              | 3                              | 0                              | -          | -          | 12    | 0     |
| 2017-2018             | Dundee FC             | Scottish Premiership  | 12          | 1           | -                     | -                     | -                              | -                              | -                              | -          | -          | 12    | 1     |
| 2018-2019             | Dundee FC             | Scottish Premiership  | 2           | 0           | 3                     | 0                     | -                              | -                              | -                              | -          | -          | 5     | 0     |
| Sous-total            | Sous-total            | Sous-total            | 14          | 1           | 3                     | 0                     | -                              | -                              | -                              | -          | -          | 17    | 1     |
| 2018-2019             | Alanyaspor            | Süper Lig             | 10          | 1           | 1                     | 0                     | -                              | -                              | -                              | -          | -          | 11    | 1     |
| 2019-2020             | Alanyaspor            | Süper Lig             | 29          | 1           | 8                     | 0                     | -                              | -                              | -                              | -          | -          | 37    | 1     |
| 2020-2021             | Alanyaspor            | Süper Lig             | 6           | 1           | -                     | -                     | C3                             | 1                              | 0                              | -          | -          | 7     | 1     |
| Sous-total            | Sous-total            | Sous-total            | 45          | 3           | 9                     | 0                     | -                              | 1                              | 0                              | -          | -          | 55    | 3     |
| Total sur la carrière | Total sur la carrière | Total sur la carrière | 269         | 16          | 28                    | 0                     | -                              | 10                             | 0                              | 1          | 1          | 308   | 17    |